# Collegio di Glenrothes
Glenrothes è stato un collegio elettorale scozzese della Camera dei comuni del Parlamento del Regno Unito. Eleggeva un membro del Parlamento con il sistema maggioritario a turno unico; il collegio è stato abolito in occasione della revisione del 2024, e sostituito con il nuovo Glenrothes and Mid Fife.

## Estensione
Il collegio comprendeva Glenrothes, più le aree a sud e ovest fino a includere Cardenden e una piccola parte di Kirkcaldy. Le aree settentrionali e occidentali si spingevano fino a Leslie e Markinch. Ad est, il collegio comprendeva Leven, Kennoway e Methil.

## Membri del parlamento
| Elezione | Elezione    | Deputato                                                 | Partito                                                  |
| -------- | ----------- | -------------------------------------------------------- | -------------------------------------------------------- |
|          | 2005        | John MacDougall                                          | Laburista                                                |
| 2008 (S) | Lindsay Roy |                                                          | Laburista                                                |
|          | 2015        | Peter Grant                                              | SNP                                                      |
|          | 2024        | Collegio abolito e sostituito da Glenrothes and Mid Fife | Collegio abolito e sostituito da Glenrothes and Mid Fife |

## Risultati elettorali

### Elezioni negli anni 2010
| Partito                    | Partito                          | Candidato                  | Risultati 12 dicembre 2019 | Risultati 12 dicembre 2019 |
| Partito                    | Partito                          | Candidato                  | Voti                       | %                          |
| -------------------------- | -------------------------------- | -------------------------- | -------------------------- | -------------------------- |
|                            | SNP                              | Peter Grant                | 21 234                     | 51,11                      |
|                            | Laburista                        | Pat Egan                   | 9 477                      | 22,81                      |
|                            | Conservatore                     | Amy Thomson                | 6 920                      | 16,66                      |
|                            | Lib Dem                          | Jane Ann Liston            | 2 639                      | 6,35                       |
|                            | Brexit                           | Victor Farrell             | 1 276                      | 3,07                       |
|                            |                                  |                            |                            |                            |
| Iscritti                   | Iscritti                         | Iscritti                   | 65 762                     | 100,00                     |
| ↳ Votanti (% su iscritti)  | ↳ Votanti (% su iscritti)        | ↳ Votanti (% su iscritti)  | 41 546                     | 63,18                      |
| ↳ Astenuti (% su iscritti) | ↳ Astenuti (% su iscritti)       | ↳ Astenuti (% su iscritti) | 24 216                     | 36,82                      |
|                            |                                  |                            |                            |                            |
|                            | Esito: collegio confermato a SNP |                            |                            |                            |

| Partito                    | Partito                          | Candidato                  | Risultati 8 giugno 2017 | Risultati 8 giugno 2017 |
| Partito                    | Partito                          | Candidato                  | Voti                    | %                       |
| -------------------------- | -------------------------------- | -------------------------- | ----------------------- | ----------------------- |
|                            | SNP                              | Peter Grant                | 17 291                  | 42,80                   |
|                            | Laburista                        | Altany Craik               | 14 024                  | 34,71                   |
|                            | Conservatore                     | Andrew Brown               | 7 876                   | 19,50                   |
|                            | Lib Dem                          | Rebecca Bell               | 1 208                   | 2,99                    |
|                            |                                  |                            |                         |                         |
| Iscritti                   | Iscritti                         | Iscritti                   | 66 336                  | 100,00                  |
| ↳ Votanti (% su iscritti)  | ↳ Votanti (% su iscritti)        | ↳ Votanti (% su iscritti)  | 40 399                  | 60,90                   |
| ↳ Astenuti (% su iscritti) | ↳ Astenuti (% su iscritti)       | ↳ Astenuti (% su iscritti) | 25 937                  | 39,10                   |
|                            |                                  |                            |                         |                         |
|                            | Esito: collegio confermato a SNP |                            |                         |                         |

| Partito                    | Partito                                  | Candidato                  | Risultati 7 maggio 2015 | Risultati 7 maggio 2015 |
| Partito                    | Partito                                  | Candidato                  | Voti                    | %                       |
| -------------------------- | ---------------------------------------- | -------------------------- | ----------------------- | ----------------------- |
|                            | SNP                                      | Peter Grant                | 28 459                  | 59,79                   |
|                            | Laburista                                | Melanie Ward               | 14 562                  | 30,59                   |
|                            | Conservatore                             | Alex Stewart-Clark         | 3 685                   | 7,74                    |
|                            | Lib Dem                                  | Jane Ann Liston            | 892                     | 1,87                    |
|                            |                                          |                            |                         |                         |
| Iscritti                   | Iscritti                                 | Iscritti                   | 69 791                  | 100,00                  |
| ↳ Votanti (% su iscritti)  | ↳ Votanti (% su iscritti)                | ↳ Votanti (% su iscritti)  | 47 598                  | 68,20                   |
| ↳ Astenuti (% su iscritti) | ↳ Astenuti (% su iscritti)               | ↳ Astenuti (% su iscritti) | 22 193                  | 31,80                   |
|                            |                                          |                            |                         |                         |
|                            | Esito: collegio passa da Laburista a SNP |                            |                         |                         |

| Partito                    | Partito                                | Candidato                  | Risultati 6 maggio 2010 | Risultati 6 maggio 2010 |
| Partito                    | Partito                                | Candidato                  | Voti                    | %                       |
| -------------------------- | -------------------------------------- | -------------------------- | ----------------------- | ----------------------- |
|                            | Laburista                              | Lindsay Roy                | 25 247                  | 62,34                   |
|                            | SNP                                    | David Alexander            | 8 799                   | 21,73                   |
|                            | Lib Dem                                | Harry Wills                | 3 108                   | 7,67                    |
|                            | Conservatore                           | Sheila Low                 | 2 922                   | 7,21                    |
|                            | UKIP                                   | Kris Seunarine             | 425                     | 1,05                    |
|                            |                                        |                            |                         |                         |
| Iscritti                   | Iscritti                               | Iscritti                   | 67 840                  | 100,00                  |
| ↳ Votanti (% su iscritti)  | ↳ Votanti (% su iscritti)              | ↳ Votanti (% su iscritti)  | 40 501                  | 59,70                   |
| ↳ Astenuti (% su iscritti) | ↳ Astenuti (% su iscritti)             | ↳ Astenuti (% su iscritti) | 27 339                  | 40,30                   |
|                            |                                        |                            |                         |                         |
|                            | Esito: collegio confermato a Laburista |                            |                         |                         |

### Elezioni negli anni 2000
| Partito                    | Partito                                | Candidato                  | Risultati 6 novembre 2008 | Risultati 6 novembre 2008 |
| Partito                    | Partito                                | Candidato                  | Voti                      | %                         |
| -------------------------- | -------------------------------------- | -------------------------- | ------------------------- | ------------------------- |
|                            | Laburista                              | Lindsay Roy                | 19 946                    | 55,11                     |
|                            | SNP                                    | Peter Grant                | 13 209                    | 36,49                     |
|                            | Conservatore                           | Maurice Golden             | 1 381                     | 3,82                      |
|                            | Lib Dem                                | Harry Wills                | 947                       | 2,62                      |
|                            | Scottish Senior Citizens               | Jim Parker                 | 297                       | 0,82                      |
|                            | Socialista                             | Morag Balfour              | 212                       | 0,59                      |
|                            | UKIP                                   | Kris Seunarine             | 117                       | 0,32                      |
|                            | Solidarity                             | Louise McLeary             | 87                        | 0,24                      |
|                            |                                        |                            |                           |                           |
| Iscritti                   | Iscritti                               | Iscritti                   | 69 159                    | 100,00                    |
| ↳ Votanti (% su iscritti)  | ↳ Votanti (% su iscritti)              | ↳ Votanti (% su iscritti)  | 36 219                    | 52,37                     |
| ↳ Astenuti (% su iscritti) | ↳ Astenuti (% su iscritti)             | ↳ Astenuti (% su iscritti) | 32 940                    | 47,63                     |
|                            |                                        |                            |                           |                           |
|                            | Esito: collegio confermato a Laburista |                            |                           |                           |

| Partito                    | Partito                                      | Candidato                  | Risultati 5 maggio 2005 | Risultati 5 maggio 2005 |
| Partito                    | Partito                                      | Candidato                  | Voti                    | %                       |
| -------------------------- | -------------------------------------------- | -------------------------- | ----------------------- | ----------------------- |
|                            | Laburista                                    | John MacDougall            | 19 395                  | 51,91                   |
|                            | SNP                                          | John Beare                 | 8 731                   | 23,37                   |
|                            | Lib Dem                                      | Elizabeth Riches           | 4 728                   | 12,65                   |
|                            | Conservatore                                 | Belinda Don                | 2 651                   | 7,09                    |
|                            | Scottish Pensioners Party                    | George Rodger              | 716                     | 1,92                    |
|                            | Socialista                                   | Morag Balfour              | 705                     | 1,89                    |
|                            | UKIP                                         | Paul Smith                 | 440                     | 1,18                    |
|                            |                                              |                            |                         |                         |
| Iscritti                   | Iscritti                                     | Iscritti                   | 66 606                  | 100,00                  |
| ↳ Votanti (% su iscritti)  | ↳ Votanti (% su iscritti)                    | ↳ Votanti (% su iscritti)  | 37 366                  | 56,10                   |
| ↳ Astenuti (% su iscritti) | ↳ Astenuti (% su iscritti)                   | ↳ Astenuti (% su iscritti) | 29 240                  | 43,90                   |
|                            |                                              |                            |                         |                         |
|                            | Esito: collegio a Laburista (nuovo collegio) |                            |                         |                         |

## Risultati dei referendum

### Referendum sulla permanenza del Regno Unito nell'Unione europea del 2016
|        | Collegio    | Lasciare UE % | Rimanere in UE % |
| ------ | ----------- | ------------- | ---------------- |
|        | Glenrothes  | 46,4%         | 53,6%            |
| Scozia | 38,0%       | 62,0%         |                  |
|        | Regno Unito | 51,9%         | 48,1%            |